# Institut tibétain de Rikon
L'Institut tibétain de Rikon, localisé à Zell-Rikon dans la vallée de la Töss en Suisse, est un monastère bouddhiste tibétain fondé sous forme d'une fondation à but non lucratif, le mouvement de laïcisation du XIXe siècle en Suisse n'autorisant pas l'établissement de nouveaux monastères.

## Histoire
En 1961, la Suisse fut l'un des premiers pays occidentaux à autoriser l'asile massif de réfugiés tibétains. Henri et Jacques Kuhn (propriétaire de Metallwarenfabrik AG Heinrich Kuhn, maintenant Kuhn Rikon AG) offrirent travail et gîte à un groupe de réfugiés. Ils soutinrent la fondation d'un Institut monastique tibétain, pour les besoins spirituels et culturels de la communauté tibétaine en Suisse, ainsi que pour préserver et maintenir la culture tibétaine au profit des générations futures. Ainsi, l'Institut monastique tibétain de Rikon a été fondé selon les recommandations et sous le haut patronage du 14e dalaï-lama. Le Dalaï Lama a souligné l'importance des monastères pour les Tibétains en exil et a envoyé un abbé et quatre moines d'Inde à Rikon. Les bâtiments ont été construits par l'architecte Ueli Flück (Baden AG) : la première pierre a été posée le 29 juillet 1967. Le 9 novembre 1968, l'Institut monastique tibétain a été consacré par les deux principaux tuteurs du Dalaï Lama, Trijang Rinpoché et Ling Rinpoché. En septembre 2018, le 14e dalaï-lama a rendu visite à la communauté du monastère de Rikon (pour la 15e fois), et a été chaleureusement reçu par le peuple tibétain, à l'occasion du 50e anniversaire de l'établissement des réfugiés tibétains en Suisse,.

## Construction de l'institut

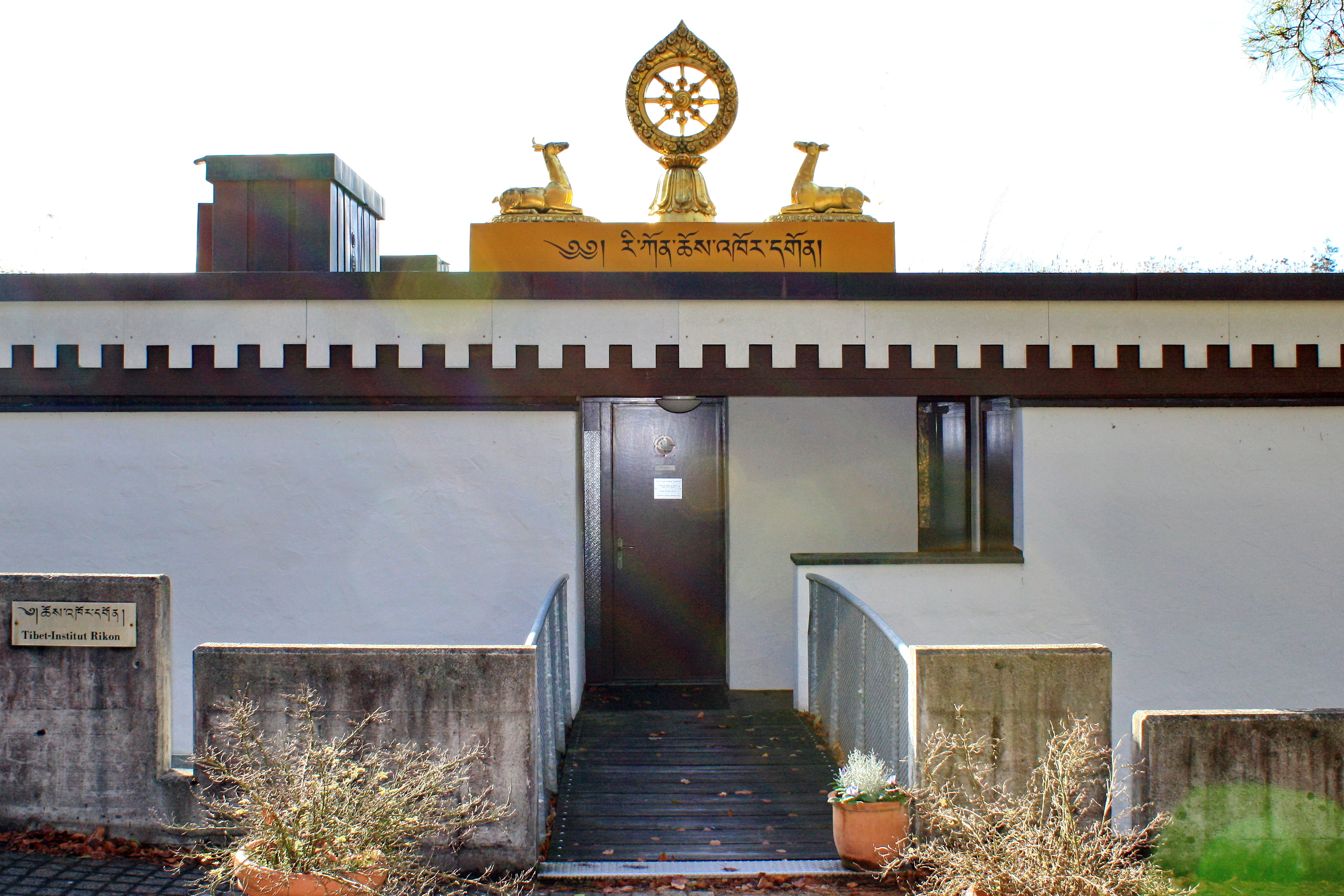
Portail.

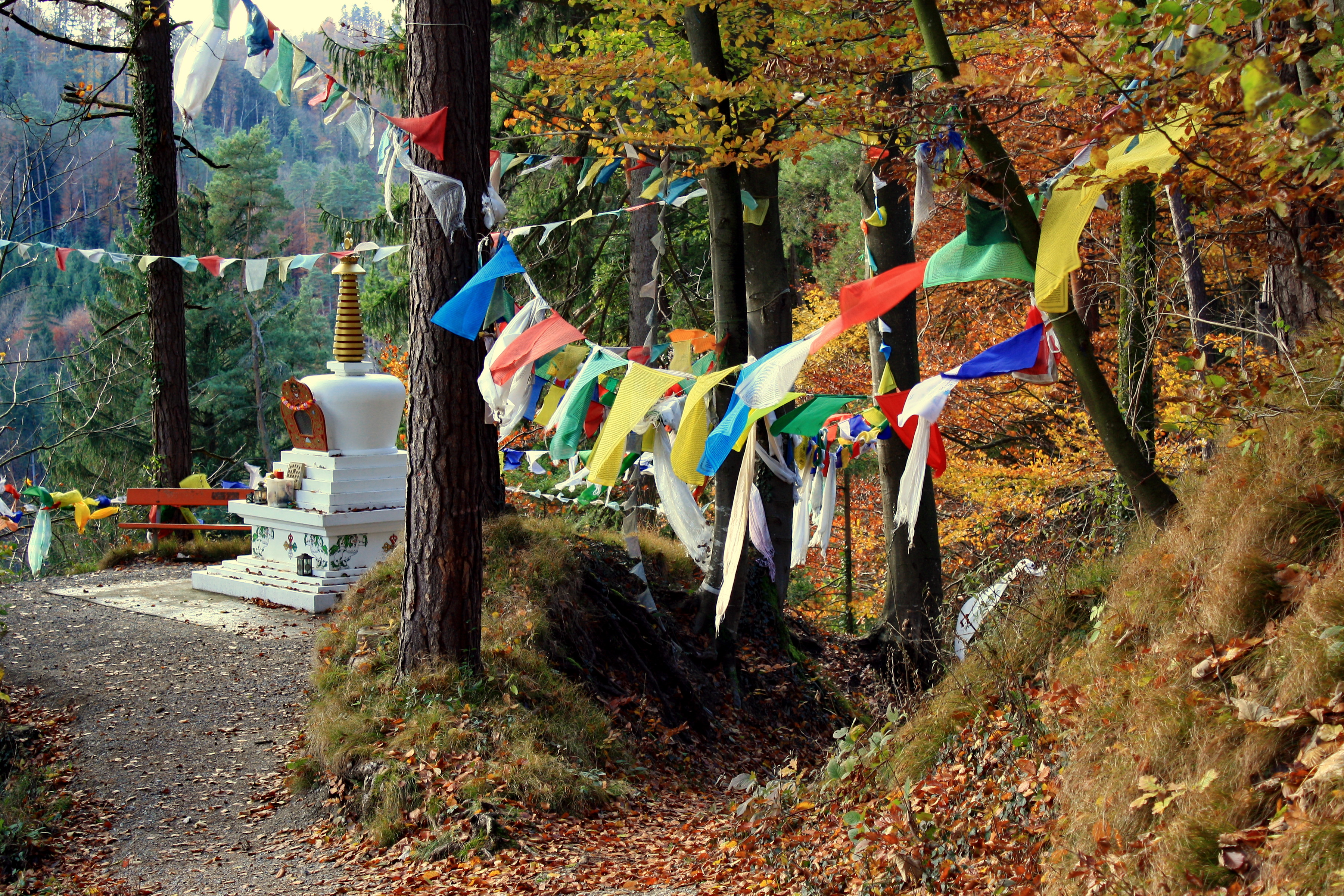
Sanctuaire.

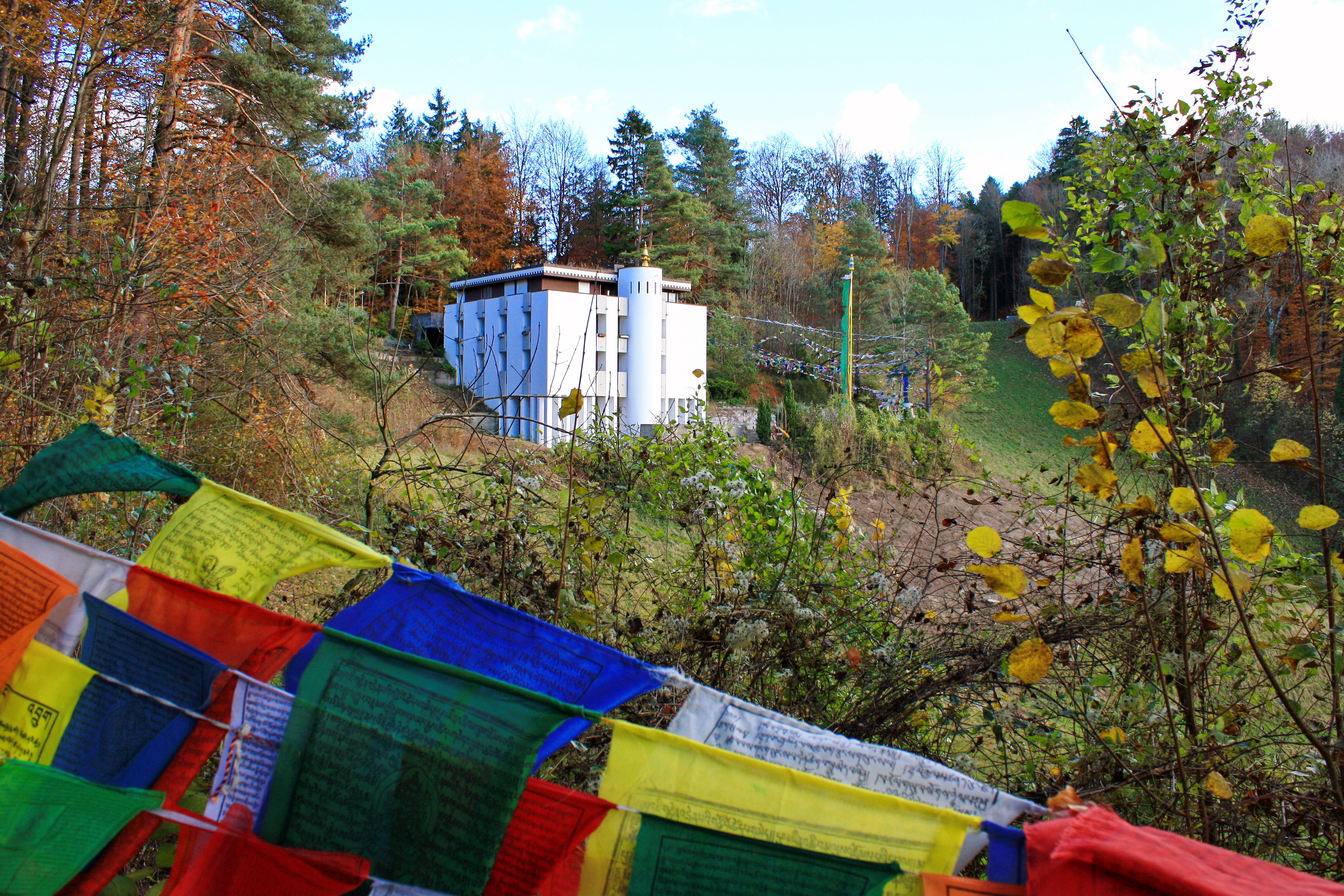
Les bâtiments du monastère et drapeau de prière vu du sanctuaire.

Le bâtiment de l'institut est conçu sur un modèle d'architecture occidentale fonctionnelle, mélangée d'éléments tibétains. Son architecture générale n'est pas calquée sur l'architecture tibétaine sacrée et traditionnelle, car cela aurait reflété le rôle modifié d'un monastère tibétain en occident d'une manière trompeuse.

## Vie culturelle et religieuse
Aujourd'hui le monastère bouddhiste et sa communauté monastique sont une partie vitale de la vie culturelle et religieuse de la communauté tibétaine en Suisse. La grande variété d'activités culturelles de l'Institut tibétain fournit aussi un forum important pour le nombre toujours croissant des Occidentaux intéressés dans le bouddhisme et le Tibet. L'institut promeut la compréhension de la culture tibétaine, à l'attention aussi du grand public que des spécialistes. Il organise des événements publics, possède une bibliothèque, édite ses propres publications, apporte un soutien aux étudiants et scientifiques, s'engage dans des actions de relations publiques et de sensibilisation, tout en maintenant des contacts avec les institutions concernées. Son projet « la Science rencontre le Dharma » fournit aux moines tibétains et aux moniales l'accès à la culture scientifique occidentale.
L’Institut tibétain de Rikon pourvoit aux besoins spirituels et culturels des Tibétains en Suisse, s’efforce de préserver la culture et la religion tibétaine au profit des générations futures de Tibétains. Il rend la culture tibétaine accessible aux occidentaux et autres non-tibétains intéressés. La communauté monastique soutient la recherche scientifique dans le champ de la tibétologie et promeut le dialogue entre la philosophie bouddhiste et la science occidentale.

## Communauté monastique
En 2009, la communauté monastique comprend 9 moines tibétains. Geshe Phuntsok Tashi, le 4e abbé, a été nommé par 14e dalaï-lama en 1996. Depuis 2007, le monastère comprend des représentants des quatre grandes traditions du bouddhisme tibétain : Nyingma, Kagyu, Sakya et Gelug.
- Geshe Ugyen Tseten (1er abbé, 1967-1974)
- Geshe Tamdin Rabten (2e abbé, 1975-1979)
- Geshe Gedün Sangpo (3e abbé, 1979-1995)
- Geshe Phuntsok Tashi (4e abbé, depuis 1996)

## Publications
- Dahortshang, Champa N. Lodro; Tibetan manuscripts, blockprints and modern editions in the library of the Tibetan Institute at Rikon/Zurich; Rikon 1974 (Tibet-Institut)
- Fürstenberger, Mattias; Schuler, Samuel; Wäger, Lukas; Tibeter in der Schweiz: Kloster Rikon als spirituelles Zentrum; St. Gallen 2004
- Hürsch, Thomas; Lindegger-Stauffer, Peter; Katalog der Sekundärliteratur am Tibet-Institut Rikon/Zürich; Rikon 1973 (Tibet-Institut)
- Kuhn, Jacques; Warum ein tibetisches Kloster in Rikon{?; Rikon 1996 (Tibet-Institut)
- Wangpo Tethong; Der Wandel in der politischen Elite der Tibeter im Exil: Integrations- & Desintegrationsprozesse in der politischen Elite, 1950 bis 1979; 2000 (Tibet Institute Rikon),  (ISBN 978-3-72060-036-1)